# Sanctflorentia
Sanctflorentia là một chi bướm đêm thuộc họ Erebidae.